# فرانك توماس (شاعر)
فرانك توماس (بالفرنسية: Frank Thomas)‏ هو كاتب أغاني وشاعر فرنسي، ولد في 1936 في مونبلييه في فرنسا، وتوفي في 20 يناير 2017 في باريس في فرنسا بسبب نوبة قلبية.

## وصلات خارجية
- فرانك توماس على موقع IMDb (الإنجليزية)
- فرانك توماس على موقع IMDb (الإنجليزية)
- فرانك توماس على موقع ميوزك برينز (الإنجليزية)
- فرانك توماس على موقع ديسكوغز (الإنجليزية)
- فرانك توماس على موقع قاعدة بيانات الفيلم (الإنجليزية)